# Ingvar Svahn
Ingvar Svahn (22. maj 1938 - 16. juni 2008) var en svensk fodboldspiller (midtbane), der mellem 1961 og 1970 spillede 19 kampe og scorede to mål for Sveriges landshold. På klubplan tilbragte han størstedelen af karrieren hos Malmö FF i hjemlandet. Her var han med til at vinde tre svenske mesterskaber og en udgave af Svenska Cupen. 
Svahn vandt i 1967 Guldbollen, titlen som Årets fodboldspiller i Sverige.

## Titler
Allsvenskan
- 1965, 1967 og 1970 med Malmö FF

Svenska Cupen
- 1967 med Malmö FF